# Thioglycolate d'ammonium
En coiffure, le thioglycolate d'ammonium est utilisé dans les permanentes. Il sert à réduire les ponts disulfures des cystines du cheveu. Après enroulage autour de bigoudis et rinçage abondant des cheveux, un fixateur à base de peroxyde d'hydrogène est appliqué afin de recréer les ponts entre les cystéines. Après retrait des bigoudis, les cheveux, raides à l'origine, sont bouclés pour quelques mois.